# Robert Prosser (Schriftsteller)

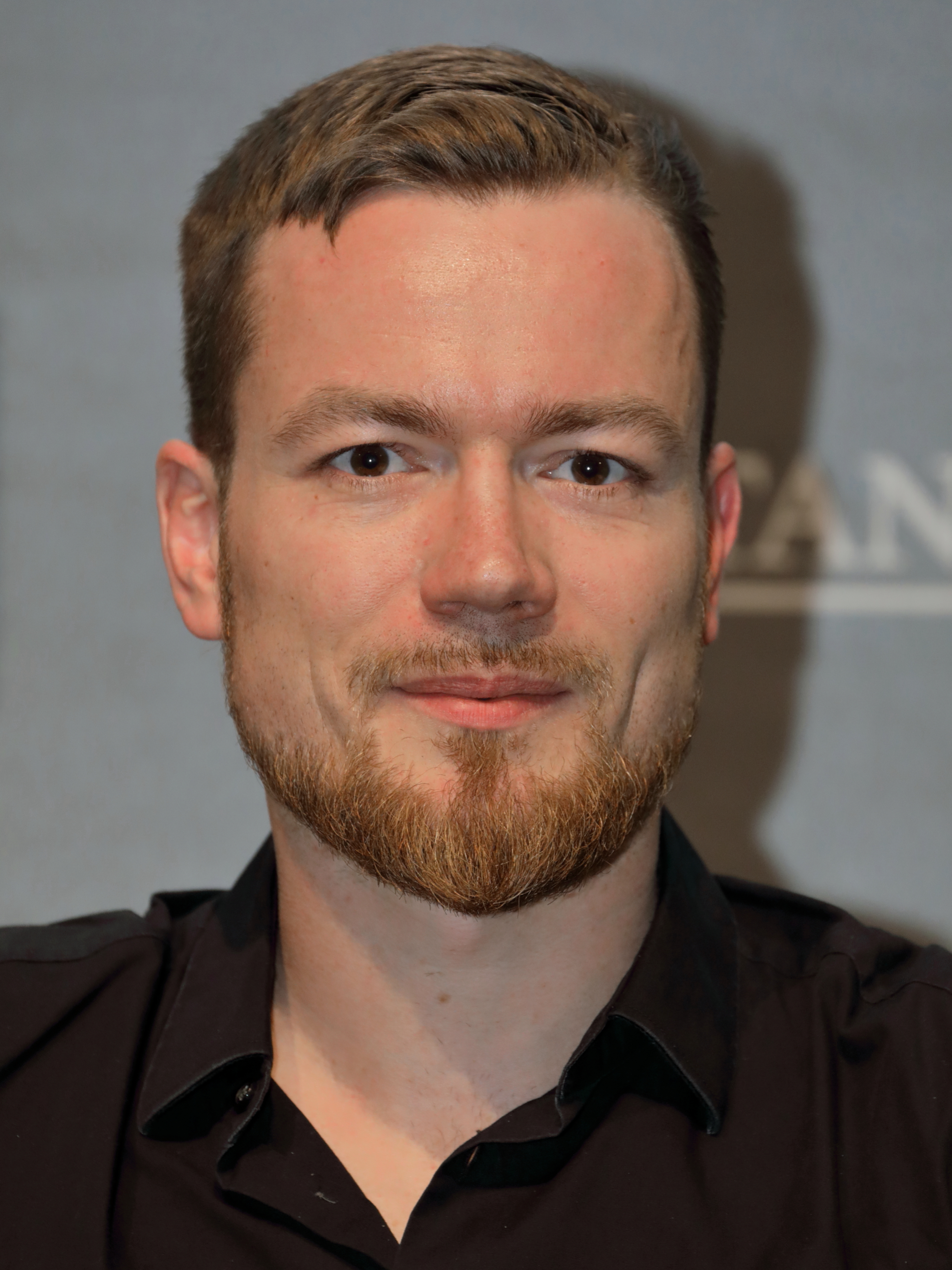
Robert Prosser

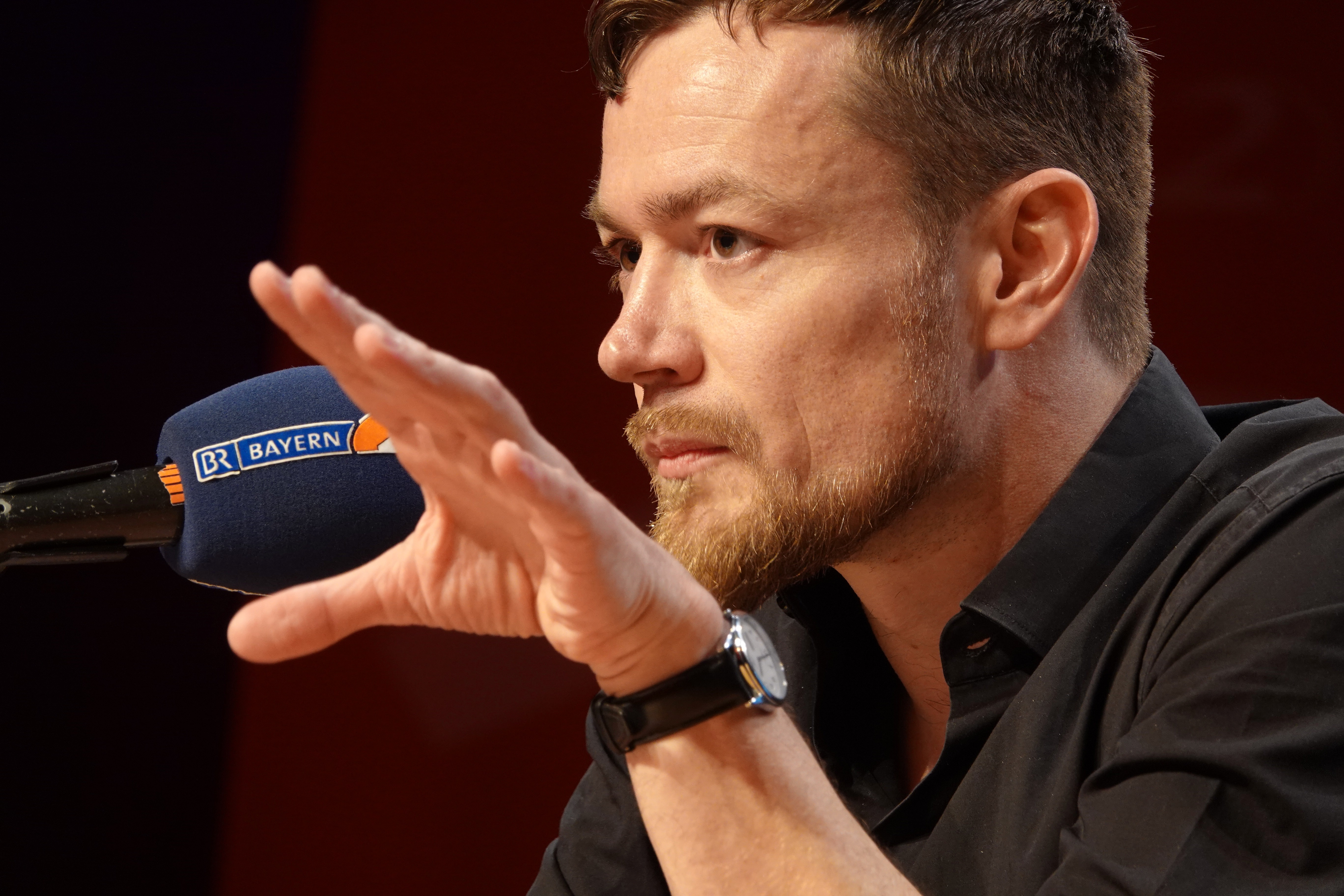
Robert Prosser 2023

Robert Prosser (* 9. Dezember 1983 in Alpbach, Tirol) ist ein österreichischer Autor.

## Leben
Robert Prosser studierte ab 2005 Komparatistik und Kultur- und Sozialanthropologie an den Universitäten in Innsbruck und Wien, das Studium schloss er 2012 als Magister mit einer Diplomarbeit zum Thema Dichtung in Aktion: die literarische Performance am Beispiel von Thomas Kling ab.
Prosser war zunächst in der Graffitiszene tätig. Von 2007 bis 2015 veranstaltete er zusammen mit Stefan Abermann, Martin Fritz und Markus Koschuh die Innsbrucker Lesebühne Text ohne Reiter. Er tritt mit Performances auf, etwa mit Malus 2013 beim Elevate Festival in Graz und 2014 beim Beijing Fringe Festival und am Haikou International Youth Experimental Art Festival in China, 2016 mit Die riesige Sonne, ein entfesseltes Pferd / The great Sun, an unleashed Horse beim Europäischen Forum Alpbach und am Center for Contemporary Art (CCA) in Tel Aviv sowie gemeinsam mit Fabian Faltin 2017 am Freien Theater Innsbruck mit Dein Herz sei Stein. Gemeinsam mit Max Czollek und Michael Fehr war er 2013 einer der Mitbegründer des Projektes „Babelsprech“ bzw. „Babelsprech.International“ zur Förderung junger Poesie, bis zum Projektende 2018 war er österreichischer Kurator.
Im August 2017 wurde er mit Phantome für den Deutschen Buchpreis nominiert, der Roman schaffte es im Oktober und November 2017 auf die ORF-Bestenliste. 2018 wurde er zu den Solothurner Literaturtagen und zum Festival Neue Literatur in New York City eingeladen. Für die im Jänner 2019 bei den Tiroler Festspielen Erl uraufgeführte Renaissance-Allegorie Maximilian über Maximilian I. (HRR) schrieb Prosser zur Musik von Stefano Teani und Beomseok Yi die Texte. Sein im Boxermilieu angesiedelter Roman Gemma Habibi landete im August 2019 auf der ORF-Bestenliste. Die auf dem Roman basierende Performance Konter wurde u. a. im Reaktor, Wien, dargeboten. In weiterer Folge entwickelte er gemeinsam mit dem Schlagzeuger Lan Sticker die Performance Gemma Habibi, eine aus dem Roman gelöste, eigenständige Aufführung, die als Duo oder gemeinsam mit Boxern u. a. am Deutschen Staatstheater Temeswar zu sehen war.
Beim Literaturfest Salzburg war er 2020 und 2021 neben Programmleiter Josef Kirchner als Gastkurator tätig.
2021 gründete Prosser gemeinsam mit Lan Sticker die Kombo Drumbadour, die in ihren Auftritten Spoken Word und Schlagzeugrhythmen vereint. Aus dieser Zusammenarbeit entstand das Stück Infight - Wer blutet, verliert, eine Produktion des Wiener Ateliertheaters (Premiere im Oktober 2022), in der Prosser auch selbst als Schauspieler/Erzähler auftrat.
Von Brigitte Schwens-Harrant wurde er 2023 zum Ingeborg-Bachmann-Wettbewerb eingeladen. Eine Woche vor dem Wettlesen zog er seine Teilnahme aus persönlichen Gründen zurück.
Gemeinsam mit der Regisseurin Christina Constanze Polzer und dem Komponisten Marius Binder entwickelte Prosser als Librettist die Kammeroper LORIT. Eine Endzeitoper, Siegesprojekt des 4. Fringe Musiktheaterwettbewerbs der Fondazione Haydn. Die Uraufführung fand im Jänner 2024 im Teatro SanbàPolis in Trient statt.

## Auszeichnungen (Auswahl)
- 2009: 2. Preis beim Literaturpreis der Akademie Graz
- 2010: Floriana Literaturpreis für Auszüge aus dem Roman Geister und Tattoo und Stipendiat im Künstlerhaus Schloß Wiepersdorf[21]
- 2011: Aufenthaltsstipendium Literaturhaus Prag
- 2012: Wiener Autorenstipendium für Geister und Tattoos
- 2014: Reinhard-Priessnitz-Preis
- 2014: Grenzgänger-Stipendium der Robert-Bosch-Stiftung
- 2016: Literaturpreis Wartholz – Publikumspreis und Land Niederösterreich Literaturpreis[5]
- 2017: Nominierung Deutscher Buchpreis mit „Phantome“
- 2018/2019: Österreichisches Projektstipendium für Literatur
- 2021: Writer-in-Residence der One World Foundation in Sri Lanka
- 2023: Großes Literaturstipendium des Landes Tirol 2023/24[22][23]
- 2023: Nominierung für den Ingeborg-Bachmann-Preis[17]
- 2024: Nominierung für den Internationalen Literaturpreises Merano-Europa/Premio Merano Europa mit Verschwinden in Lawinen[24]

## Publikationen (Auswahl)

### Autor
- 2009: Strom: ausufernde Prosa, Klever-Verlag, Wien 2009, ISBN 978-3-902665-13-3
- 2011: Feuerwerk: Prosa, Klever-Verlag, Wien 2011, ISBN 978-3-902665-29-4
- 2013: Geister und Tattoos, Roman, Klever-Verlag, Wien 2013, ISBN 978-3-902665-65-2
- 2017: Phantome, Roman, Ullstein-Verlag, Berlin 2017, ISBN 978-3-96101-009-7
- 2019: Gemma Habibi, Roman, Ullstein-Verlag, Berlin 2019, ISBN 978-3-96101-014-1
- 2020: Beirut im Sommer: Journal, Klever-Verlag, Wien 2020, ISBN 978-3-903110-65-6
- 2023: Verschwinden in Lawinen, Roman, Jung und Jung, Salzburg 2023, ISBN 978-3-99027-273-2[25]
- 2025: Das geplünderte Nest, Roman, Jung und Jung, Salzburg 2025, ISBN 978-3-99027-427-9

### Herausgeber
- 2015: Lyrik von Jetzt 3: Babelsprech, gemeinsam mit Max Czollek und Michael Fehr, Wallstein-Verlag, Göttingen 2015, ISBN 978-3-8353-1739-0
- 2019: wo warn wir? ach ja: Junge österreichische Lyrik, gemeinsam mit Christoph Szalay, Limbus Verlag, Innsbruck 2019, ISBN 978-3-99039-133-4
- 2021: Ein Anfang von Vielem: Nach Jugoslawien. Dossier, in: Literatur und Kritik 557/558, Otto Müller Verlag 2021, ISSN 0024-466x